# Poniatowa
Poniatowa è un comune urbano-rurale polacco del distretto di Opole Lubelskie, nel voivodato di Lublino.
Ricopre una superficie di 84,16 km² e nel 2004 contava 15 295 abitanti.
Nella Confederazione polacco-lituana Poniatowa rimase un villaggio, che faceva parte del voivodato di Lublino. Appartenne alla famiglia aristocratica Poniatowski, che diede alla Polonia il suo ultimo re, Stanislao II Augusto Poniatowski. La famiglia ha dato il nome all'insediamento, anche se quando i Poniatowski sono saliti alla ribalta i suoi membri vivevano altrove.